# Sac de Naples
Le sac de Naples eut lieu en 1544, lorsque les corsaires de la Régence d'Alger investirent la baie de Naples et réduisirent en esclavage 7 000 Napolitains.

## Histoire
Le sac de Naples de 1544 fait référence à une attaque menée par les corsaires barbaresques sous le commandement de Khayr ad-Din Barberousse.
La Méditerranée est le théâtre d’affrontements entre l’Empire ottoman et ses alliés d'une part et les puissances chrétiennes de l'autre part, notamment l’Empire espagnol, qui contrôle Naples. Les corsaires barbaresques de la Régence d'Alger, alliés des Ottomans, mènent des raids sur les côtes italiennes pour affaiblir les Espagnols et capturer des esclaves destinés aux marchés nord-africains.
Bien que Naples soit une grande cité fortifiée, elle est vulnérable face aux attaques maritimes et aux incursions rapides des corsaires.
En 1544, Barberousse et ses corsaires algériens investirent la baie de Naples. Ils prirent ensuite environ 7 000 Napolitains en esclavage,.
Le nombre d'esclaves capturés par les Algériens fit chuter leur prix à un point tel qu'on disait : « Vous pouviez échanger un chrétien contre un oignon »,,. De plus, on disait qu'il « pleuvait des chrétiens à Alger ».